# Petronella Van Dijk
Pour les articles homonymes, voir Van Dijk.
 (mai 2024).
La mise en forme du texte ne suit pas les recommandations de Wikipédia : il faut le « wikifier ».
Les points d'amélioration suivants sont les cas les plus fréquents. Le détail des points à revoir est peut-être précisé sur la page de discussion.
- Les titres sont pré-formatés par le logiciel. Ils ne sont ni en capitales, ni en gras.
- Le texte ne doit pas être écrit en capitales (les noms de famille non plus), ni en gras, ni en italique, ni en « petit »…
- Le gras n'est utilisé que pour surligner le titre de l'article dans l'introduction, une seule fois.
- L'italique est rarement utilisé : mots en langue étrangère, titres d'œuvres, noms de bateaux, etc.
- Les citations ne sont pas en italique mais en corps de texte normal. Elles sont entourées par des guillemets français : « et ».
- Les listes à puces sont à éviter, des paragraphes rédigés étant largement préférés. Les tableaux sont à réserver à la présentation de données structurées (résultats, etc.).
- Les appels de note de bas de page (petits chiffres en exposant, introduits par l'outil «  Source ») sont à placer entre la fin de phrase et le point final[comme ça].
- Les liens internes (vers d'autres articles de Wikipédia) sont à choisir avec parcimonie. Créez des liens vers des articles approfondissant le sujet. Les termes génériques sans rapport avec le sujet sont à éviter, ainsi que les répétitions de liens vers un même terme.
- Les liens externes sont à placer uniquement dans une section « Liens externes », à la fin de l'article. Ces liens sont à choisir avec parcimonie suivant les règles définies. Si un lien sert de source à l'article, son insertion dans le texte est à faire par les notes de bas de page.
- La présentation des références doit suivre les conventions bibliographiques. Il est recommandé d'utiliser les modèles {{Ouvrage}}, {{Chapitre}}, {{Article}}, {{Lien web}} et/ou {{Bibliographie}}. Le mode d'édition visuel peut mettre en forme automatiquement les références.
- Insérer une infobox (cadre d'informations à droite) n'est pas obligatoire pour parachever la mise en page.

Pour une aide détaillée, merci de consulter Aide:Wikification.
Si vous pensez que ces points ont été résolus, vous pouvez retirer ce bandeau et améliorer la mise en forme d'un autre article.
Petronella Van Dijk, née en 1948 et originaire des Pays-Bas, est une conteuse, animatrice et formatrice québécoise.

## Biographie
Née aux Pays-Bas en 1948,, Petronella Van Dijk émigre au Québec en 1969. D'abord attirée par le cinéma québécois, elle travaille pendant quelques années pour le cinéaste Arthur Lamothe, pour lequel elle occupe les postes de sténodactylographe, secrétaire et assistante de production.
Elle se dirige ensuite vers le domaine de la photographie et devient « photographe pour différents organismes et magazines ». De 1990 à 1992, elle est rédactrice en chef de la revue Quatre-Temps des Amis du Jardin botanique de Montréal, pour laquelle elle assume également la direction artistique et le graphisme.
Elle obtient une maîtrise en arts plastiques de l'Université du Québec à Montréal en 1994. Son mémoire s'intitule L'installation photographique ou La traversée des apparences : tête-à-tête dans le leaving-room et porte sur l'absence de pudeur et la liberté d'émotions dans les moments où les gens se retrouvent dans les aéroports, par exemple,.
Elle écrit également des articles pour les revues Rabaska et Québec français,.

### Conte
Petronella Van Dijk découvre l'univers du conte en 1993, alors qu'elle accompagne Marc Laberge dans l'organisation d'un festival de conte à Montréal. Ce projet devient le festival Les jours sont contés en Estrie, pour lequel elle occupe le poste de directrice pendant vingt ans,,. En 2000, elle créé les Productions Littorale, « qui visent à faire la promotion de la littérature orale, ce qui inclut le conte, la poésie, la chanson à texte et éventuellement, le théâtre », et pour lesquelles elle est également directrice artistique. En 2012, Productions Littorale prend le nom de Maison des arts de la parole. 
L'an 2000 est également l'année où Petronella Van Dijk commence à conter. Fascinée par les histoires merveilleuses et populaires qui traversent les siècles, elle raconte également des histoires de guerre, « où se côtoient désarroi et violence » afin de montrer la souffrance et de trouver des façons de la cesser. Elle anime également des ateliers et des formations sur le perfectionnement du conte.
Elle performe dans de nombreux festivals, dont au Québec, aux Îles-de-la-Madeleine, à Terre-Neuve, à Gatineau, en France, aux Pays-Bas, en Allemagne, au Liban, en Pologne et à bien d'autres endroits.

## Œuvres

### Ouvrages collectifs
- Isabel Orellana et Petronella Van Dijk, Le mont Royal revisité : le chemin Olmsted, Montréal, Centre de la Montagne, 1993, 31 p.
  - (en) Isabel Orellana et Petronella van Dijk (trad. Peter Malden), Mount Royal revisited : Olmsted trail, Montréal, Centre de la Montagne, 1993, 31 p.
- Petronella van Dijk et Marcel Arteau, Passons aux actes! : les Rencontres mondiales du développement local : Sherbrooke (Québec, Canada), 22, 23, 24 octobre 1998, Montréal, Institut de formation en développement économique communautaire, 1998, 156 p. (ISBN 2-922626-00-8)
  - (en) Petronella van Dijk et Marcel Arteau, A time for action! : proceedings of the Global Meetings on Community Economic Development : Sherbrooke, Quebec, Canada, October 22, 23 & 24 1998, Montréal, Institut de formation en développement économique communautaire, 1998, 156 p. (ISBN 2-922626-02-4)
- Anne Brigitte Renaud, Michèle Plomer et Petronella van Dijk (dir.), Memphrémagog, Québec, Éditions GID, 2012, 123 p. (ISBN 9782896341481)

## Prix et honneurs
- 2006-2007 : lauréate de la bourse du Conseil des arts et des lettres du Québec[12]
- 2007-2008 : lauréate de la bourse du Conseil des arts du Canada[13]